# Røgalarm
 For alternative betydninger, se Alarm. (Se også artikler, som begynder med Alarm)
En røgalarm er et apparat, som kan opdage røg, typisk som en indikator af ild, for at forebygge røgforgiftning (carbonmonooxid forgiftning). Røgalarmerne i handel og industri samt store boligområder sender ofte et signal til en hovedalarm, mens røgalarmer i hjemmet har en indbygget alarm.
Røgalarmer er ofte kapslet ind en cirkelformet plastikbeholder, der er ca. 15 cm i diameter, og ca. 2,5 cm høj. Næsten alle røgalarmer virker ved enten at opdage røgen optisk (fotodiode) eller med en fysisk proces (ionisering). Nogle røgalarmer bruger begge metoder for at øge følsomheden. Følsomme alarmer kan bruges til at påvise og "afskrække" rygning på områder, hvor det er forbudt som på skoler og toiletter. De store røgalarmer er normalt drevet af el-nettet med et nødbatteri som backup. Røgalarmer i almindelige husstande er sjældent tilsluttet husets elektricitet, men bruger et 9 Volt batteri.